# (24949) Klačka
(24949) Klačka, désignation internationale (24949) Klacka, est un astéroïde de la ceinture principale.

## Description
(24949) Klacka est un astéroïde de la ceinture principale. Il fut découvert le 4 août 1997 à Modra par Adrián Galád et Alexander Pravda. Il présente une orbite caractérisée par un demi-grand axe de 2,97 UA, une excentricité de 0,10 et une inclinaison de 2,9° par rapport à l'écliptique.

## Compléments